# James Ross
James Ross, född 12 juli 1762 i York County, Pennsylvania, död 27 november 1847 i Allegheny County, Pennsylvania, var en amerikansk politiker (federalist).
Ross undervisade i latin vid ett college i Pennsylvania som senare blev en del av Washington & Jefferson College. Han inledde 1784 sin karriär som advokat i Washington, Pennsylvania. Han representerade delstaten Pennsylvania i USA:s senat 1794-1803.
USA:s president George Washington gav Ross i uppdrag att förhandla med rebellerna efter att Whiskeyupproret hade brutit ut.
Senator Albert Gallatin avsattes 1794 efter federalisternas protest gällande hans behörighet att tillträda sitt ämbete. Gallatin hade inte varit amerikansk medborgare i nio år innan han hade blivit invald i senaten. Pennsylvanias lagstiftande församling valde sedan Ross till Gallatins efterträdare. Han efterträddes 1803 som senator av Samuel Maclay.
Ross förlorade guvernörsvalen i Pennsylvania 1799, 1802 och 1808.
Ross County i Ohio har fått sitt namn efter James Ross. Hans grav finns på Allegheny Cemetery i Pittsburgh.